# Custonaci
Custonaci est une commune italienne de la province de Trapani dans la région Sicile en Italie.

## Administration
| Période                                  | Période      | Identité      | Étiquette | Qualité   |
| ---------------------------------------- | ------------ | ------------- | --------- | --------- |
| 11 juin 2013                             | 14 juin 2018 | Giuseppe Bica |           | ingénieur |
| 14 juin 2018                             |              | Giuseppe Bica |           | ingénieur |
| Les données manquantes sont à compléter. |              |               |           |           |

### Communes limitrophes
Buseto Palizzolo, Castellammare del Golfo, San Vito Lo Capo, Valderice